# 12 no Tsuki no Eve
12 no Tsuki no Eve là visual novel có chứa nội dung người lớn của Nhật Bản, được phát triển và phát hành bản chính thức bởi Minori. Phiên bản ban đầu của trò chơi được phát hành vào ngày 31 tháng 1 năm 2014 tại Nhật Bản trên hệ điều hành Microsoft Windows. Các sản phẩm khác đáng chú ý của Minori bao gồm Wind: A Breath of Heart, Ef: A Fairy Tale of the Two., Eden*. Lối chơi của 12 no Tsuki no Eve thuộc loại kinetic novel, không yêu cầu người chơi trải qua các lựa chọn mà chỉ có đọc dòng chữ chạy trên màn hình trò chơi để tới được một kết thúc duy nhất. 

## Tổng quan

### Lối chơi
Lối chơi của 12 no Tsuki no Eve thuộc thể loại kinetic novel, không yêu cầu người chơi trải qua các lựa chọn mà chỉ có một kết thúc duy nhất. Người chơi sẽ đọc lời thoại và suy nghĩ của nhân vật chính xuất hiện trên màn hình trò chơi. Điểm đặc biệt của 12 no Tsuki no Eve so với các visual novel cùng thời điểm là có công nghệ nhép môi cho các nhân vật trong trò chơi. Công nghệ này giúp người chơi cảm giác nhân vật trở nên gần gũi và thực tế hơn.

### Nhân vật

#### Nhân vật chính
Naoto ()
Nhân vật nam chính mà người chơi hoá thân vào
Shiina Anzu (椎名 杏鈴)
Lồng tiếng bởi: Yukimi Chiyoko
Anzu có tính cách đối lập với chị gái của mình, Mizuka: cô ấy không quá giỏi trong học tập, nhưng rất thạo việc nhà, việc mà Mizuka rất dở.
Shiina Mizuka (椎名 みずか)
Lồng tiếng bởi: Yamada Yuna
Là chị gái của Shiina Mizuka và cũng đồng thời là bạn thuở nhỏ của Naoto. Mizuki rất hiểu chuyện và hay thích đùa, ngoài ra còn là học sinh xuất sắc trong lớp.
Unahara Yuki (宇奈原 由紀)
Lồng tiếng bởi: Kusuhara Yui
Yuki mắc một căn bệnh hiểm nghèo từ người mẹ của cô bé, phải luôn uống thuốc để giữ cho thân thể không bị bất động, nếu không có thể sẽ chết. Để thay đổi số phận nghiệt ngã đó cô bé đã trở về quá khứ để thay đổi tương lai bằng cách: hợp tác với cha mình, Naoto, với người khác.

### Cốt truyện
Câu chuyện bắt đầu với nhân vật chính, Naoto, được nhờ mua một cái bánh vào ngày Giáng Sinh. Khi đó cậu ta đang phàn nàn với bạn thuở nhỏ Anzu về chuyện mình không có gia đình hay bạn gái đi chung. Và vừa ngắt điện thoại kết thúc có một cô gái mà có lẽ cậu ta đã thấy đâu đó. Khi quay lại, anh thấy cô gái cũng quay lại đang nhìn mình từ xa và nói: "Chúng ta sẽ gặp, trong tương lai".